# 王維德
王維德（英語：Wang Wai Tak，1967年8月15日—），香港男演員，前香港無綫電視基本合約藝員，1986年投考無綫藝員訓練班後入行，與郭政鴻和林韋辰是同期同學。他亦是已故女藝員王敏明（銀河七星之一）的胞弟，其前女友是資深已故男藝人王偉的女兒王從希。
王維德是藝人之家會員，喜參與慈善工作，每年也會參加《歡樂滿東華》內《卡啦之星》項目籌款，於該環節內以手語表演歌曲。2006年2月參加「伸手助人協會之幸福曲奇義賣運動2006」，活動內與藍潔瑛合唱歌曲《只有情永在》。

## 背景
王維德生於1960年代的基層家庭，家有兩姊一弟，自己排行第三。小時候與家人居住在九龍黃大仙上邨。在童年與少年時已有表演慾，喜歡模仿李小龍、劉德華、周潤發、謝賢等藝人。他的父親為航空公司職員，大姊同為航空界人士。二人皆在啟德機場工作。王維德曾就讀天主教伍華小學以及新法書院（太子道西分校）。畢業後加入過航空公司兩年當文員。期間又負責過會計工作。後來他想投考空中服務員，但因為英語能力未達標，所以改為投考正在招收學員的無綫電視藝員訓練班。當時為1986年，其姊王敏明與他為同屆同學。王維德其後成為電視台藝員。直至2015年，與無綫電視結束約三十年的賓主關係。
王維德圈中好友（包括演藝、文化創作）包括王偉、劉德華、郭政鴻、林韋辰、周潤發、郭德信、鄭國江、夏妙然、趙文海、陳光榮等人

## 演出作品

### 電視劇（無綫電視）

#### 1986年
- 黃大仙

#### 1987年
- 大運河 飾 陳叔明
- 書劍恩仇錄 飾 萬慶瀾

#### 1988年
- 太平天國 飾 李明
- 摩登小寶
- 奇門鬼谷 飾 田甲

#### 1989年
- 蓋世豪俠 飾 穹蒼派弟子

#### 1991年
- 月兒彎彎照九州 飾 許建龍

#### 1992年
- 大時代 飾 Paul（第15-18集）
- 他來自天堂 飾 Nelson
- 重案傳真 飾 飛仔甲
- 水滸英雄傳 飾 公差王
- 壹號皇庭 飾 法庭職員

#### 1993年
- 都市的童話 飾 白賴仁（第4-6、8-9、12-13集）
- 壹號皇庭II 飾 檢控助理/律師助手

#### 1994年
- 新重案傳真 飾 Ben
- 金毛獅王 飾 老闆
- 射雕英雄傳 飾 都史
- 壹號皇庭III 飾 李立光
- 異度凶情 飾 阿雄

#### 1995年
- 神鵰俠侶 飾 姬清虛 第八集
- 娛樂插班生
- 情濃大地 飾 方馬田
- 包青天 (無綫電視劇) 飾 馬貴祥(七子護京華)/副將(叛血忠魂)/趙通(花蝴蝶)/副捕頭(雪魄梅魂)
- O记实录饰 李志仁（Stephen）

#### 1996年
- 笑傲江湖 飾 侯人英
- 愛在暴風的日子 飾 陳飛(雷金福手下-西環之虎)
- 900重案追兇 飾 曾少榮（阿榮）

#### 1997年
- 天龍八部 飾 天摩尼
- 刑事偵緝檔案III 飾 朱先生/豬仔哥哥 （檔案五：密室奇案）(司徒莎莎幼時的鄰居)
- 鑑證實錄 飾 郭啟明 (重案組D組探員、金Sir之下屬)
- 隱形怪傑 飾 Ben

#### 1998年
- 烈火雄心 飾 消防員

#### 1999年
- 人龍傳說 飾 華（第3集）、亞華（第4-7、12、15集）
- 茶是故鄉濃 飾 黐頭芒
- 創世紀 飾 晉助手（第6集）、晉手下（第7集）
- 洗冤錄 飾 捕快（第14-15集）

#### 2001年
- FM701 飾 燕窩店老闆（第90集）
- 倚天屠龍記 飾 范遙
- 美味情緣 飾 唱片監製
- 七姊妹 飾 電器店經理
- 陀槍師姐III 飾 林佔美（Jimmy）
- 封神榜 飾 千里眼
- 皆大歡喜 飾 馮人昆
- 尋秦記 飾 穆家將（第8集、第17-19、23集）

#### 2002年
- 談判專家 飾 丁有為
- 洛神 飾 賈詡（第19、21-22、26-27集）
- 皆大歡喜 飾 老闆、路人、荷官、兒子、劉、張公子、瑟樂園老闆
- 戇夫成龍 飾 阿　立（慶豐行員工）

#### 2003年
- 十萬噸情緣 飾 侍應（第1集）
- 衛斯理 飾 經理
- 皆大歡喜 飾 張翠山、李公子、髮型師、醫生、導師、Daniel
- 西關大少 飾 壽宴賓客(第1-2集)、賓　客(第20集：廣運行新聞發佈會)、廣運行之債主 (第29集)
- 衝上雲霄 飾 Ken（第28集）

#### 2004年
- 陀槍師姐IV 飾 Mark
- 皆大歡喜 飾 地產經紀、醫生、鮑經理、經紀陳、餐廳經理、銀行經理、Simon Lee、追求者、導演
- 金枝慾孽 飾 孫府家丁

#### 2005年
- 皆大歡喜 飾 神父、Albert
- 我的野蠻奶奶 飾 官紳丙(第3集)/官員丙(第14-15集)
- 隨時候命 飾 周禮文
- 阿旺新傳 飾 何律師 (第21集)

#### 2006年
- 鐵血保鏢 飾 全　貴（孫三豹手下）
- 天幕下的戀人 飾 劉經理
- 飛短留長父子兵 飾 經理
- 鳳凰四重奏 飾 爾克手下、婦產科醫生
- 賭場風雲 飾 陳部長
- 滙通天下 飾 孔令威(山西平遙知縣)

#### 2007年
- 鄭板橋 飾 明手下
- 師奶兵團 飾 舊同學
- 溏心風暴 飾 Leo
- 通天幹探 飾 大　佬（電車男之兄）(第17集)
- 同事三分親 飾 Harry（第43集）、John（第154集）

#### 2008年
- 古靈精探 飾 陳金勝（Sam）
- 少年四大名捕 飾 鄧　發
- 東山飄雨西關晴 飾 方正剛秘書
- 珠光寶氣 飾 酒樓部長

#### 2009年
- 幕後大老爺 飾 周日青
- 老婆大人II 飾 檢察官 (第1-2集)
- ID精英 飾 律師
- 碧血鹽梟 飾 汪東平
- 巴不得爸爸... 飾 外圍馬（第19集）

#### 2010年
- 畢打自己人 飾 Patrick（第313集）
- 情人眼裏高一D 飾 記者
- 秋香怒點唐伯虎 飾 沖
- 鐵馬尋橋 飾 關洪
- 飛女正傳 飾 顏俊邦（Jason）
- 蒲松齡 飾 孫先生
- 談情說案 飾 Tony
- 天天天晴 飾 劍豪大師
- 施公奇案II 飾 馮之愷
- 刑警 飾 梁澗
- 誘情轉駁 飾 索女老公

#### 2011年
- 居家兵團 飾 程生
- 仁心解碼 飾 梁醫生
- 依家有喜 飾 過生
- Only You 只有您 飾 經理
- 誰家灶頭無煙火 飾 何超凡、劉華、周經理
- 女拳 飾 鹹蝦
- 七號差館 飾 雜差
- 點解阿Sir係阿Sir 飾 勁秋
- 洪武三十二 飾 大夫
- 花花世界花家姐 飾 Brian
- 真相 飾 何松佑
- 潛行狙擊 飾 趙克
- 紫禁驚雷 飾 薩朗穆
- 九江十二坊 飾 勳手下
- 荃加福祿壽探案 飾 管房
- 法證先鋒III 飾 Peter Kwong
- 天與地 飾 楊重寶

#### 2012年
- 我的如意狼君 飾 鄭律師
- 換樂無窮 飾 Dr. Vago
- 缺宅男女 飾 八爪余
- 4 In Love 飾 李經理
- On Call 36小時 飾 泌尿科護士
- 當旺爸爸 飾 程Sir
- 拳王 飾 黃仲強
- 耀舞長安 飾 孔卓飛
- 女警愛作戰 飾 李偉聰（聰咩）
- 衝呀！瘦薪兵團 飾 Johnny Lung
- 心戰 飾 楊俊一（Michael）
- 護花危情 飾 沙助手
- 回到三國 飾 張允
- 怒火街頭2 飾 律師
- 造王者 飾 陶大人
- 巴不得媽媽... 飾 Louis
- 飛虎 飾 保鏢海（第10集）
- 雷霆掃毒 飾 O記
- 天梯 飾 隊長
- 愛·回家 (第一輯) 飾 周官（第66集）、Angel Chan（第118集）、Anthony（第256集）
- 法網狙擊 飾 分科組長

#### 2013年
- 談談情·練練武 飾 王導演
- 初五啟市錄 飾 劉部長
- 心路GPS 飾 酒樓經理
- 金枝慾孽貳 飾 薩克達·傅克
- 神探高倫布 飾 辯方律師（第18集）
- 情逆三世緣 飾 孖葉
- 神鎗狙擊 飾 越南劫匪（銀行劫匪）
- 舌劍上的公堂 飾 嚴貴生

#### 2014年
- 守業者 飾 材哥
- 叛逃 飾 陳醫生
- 寒山潛龍 飾 仇虎
- 我們的天空 飾 記者
- 忠奸人 飾 侯警司
- 使徒行者 飾 醫生
- 飛虎II 飾 譚家聰
- 八卦神探 飾 銀行客人

#### 2015年
- 宦海奇官 飾 林展良
- 衝線 飾 教練
- 無雙譜 飾 大臣
- 枭雄 飾 董庭亨
- 刀下留人 飾 凌劍鋒

#### 2016年
- 愛情食物鏈 飾 成哥
- 鐵馬戰車 飾 高級督察
- 公公出宮 飾 馬
- 為食神探 飾 Sam
- 巾帼枭雄之谍血长天 飾 沈醫生

#### 2018年
- 波士早晨 飾 師傅

### 電視劇（内地）
- 外来媳妇本地郎 单元主角

### 電影
- 1989年：特警90
- 1989年：英雄重英雄
- 1990年：廟街皇后 飾 西門
- 1990年：BB 30
- 1992年：夢醒時分
- 1992年：絕代雙驕飾 羊生肖
- 1993年：赤裸狂奔 飾 超哥
- 1993年：愛到盡頭
- 1993年：馬伕手記
- 1993年：紙盒藏屍之公審 飾 David
- 1994年：飛虎雄風
- 1994年：奪命接觸 飾 醫生
- 1994年：燈籠
- 1999年：愛滋初體驗
- 2011年：我愛HK開心萬歲 飾 街坊
- 2013年：2013我愛HK恭囍發財 飾 黃 Sir

### 節目主持（無綫電視）
- 1989年：K-100

## 節目嘉賓
- 2014年：Sunday扮嘢王

### 音樂作品
- 《JAM德起》「好德兄弟」麥德羅、王維德 (「霹克好德兄弟演唱會」主題曲)

### 音樂錄像
- 1986年：彭健新〈Mr. Cool〉MV（與林韋辰、郭政鴻）
- 1986年：梅艷芳〈緋聞中的女人〉MV（與郭政鴻）

## 軼聞
- 王維德以前有吸煙習慣，現已戒煙。[註 3]